# Vasabha
Vasabha (Wahapp) fou rei d'Anuradhapura (Sri Lanka), primer rei de la dinastia Lambakana del 66 al 110. Va pujar al tron després de dirigir una rebel·lió triomfant que va ocupar la capital i va fer matar el rei Subharaja.
Existia una profecia a Ceilan que deia que una persona anomenada Vasabha esdevindria rei; el rei va ordenar a tots els governadors provincials (disawes) que tota persona amb el nom Vasabha fos executat. El nebot de pocs anys del comandant en cap de les forces militars del nord de l'illa tenia precisament aquest nom i el seu oncle, el va consultar amb la seva dona Metha i va decidir entregar el nen al rei l'endemà; durant la nit Metha va executar un pla per rescatar el nen de la seva sort imminent, va lliurar el betel que havia d'utilitzar el seu marit (ministre i cap militar) durant el seu viatge a la capital al jove Vasabha que l'havia d'acompanyar, ometent deliberadament el chunam. En el camí el general es va adonar que mancava el chunam del seu betel que havia estat oblidat i va enviar al noi a buscar-lo a casa seva. Allí Metha va revelar el secret al noi a qui va donar diners i li va permetre escapar. Inicialment Vasabha es va refugiar a la Maha Vihara, on els sacerdots li van donar refugi i el van vestir de monjo per poder seguir fugint; progressivament el noi va anar creient la profecia de que un Vasabha esdevindria rei que va decidir que aquest era ell i va esdevenir un cap de bandits saquejadors i després d'haver assegurat una sèrie d'homes emprenedors que el seguien, es va dirigir a Ruhunu al sud, el focus de moltes revoltes, i allí en el termini de 10 anys va organitzar les forces i va adquirir suficient poder per marxar contra la capital, emportant-s'ho tot en el curs de la seva marxa fins que va arribar a Anuradhapura. Aquí, després d'un batalla tenaç, en el curs de la qual el seu oncle va resultar mort, el rei Subha va ser executat al seu palau, on s'havia refugiat. Per tant, per una curiosa coincidència de circumstàncies es van complir les profecia de que ascendiria al tron un Vasabha.
Un dels primers actes del nou rei va ser ascendir a la seva tia Metha (que li havia salvat la vida) a reina consort. També en reconeixement de l'ajuda que li havien donat els monjos en la seva fugida però també amb la idea de perllongar el seu regnat per més de dotze anys que era el límit que li donaven els endevins consultats, va construir molts edificis religiosos com la Anura Vihara a Ruhunu, la Mucela Vihara (a la que va cedir l'aigua del canal d'Alisara) i nombroses pirivenes (escoles) al Maha Vihara (el lloc on va trobar refugi a l'inici de la seva fugida), i en va restaurar algunes. Cada tres anys concedia els tres objectes sacerdotals a tots els sacerdots de l'illa a les quatre portes d'Anuradhapura, es donaven almoines als captaires i drogues medicinals al sacerdots malalts.
A la regió del sud (Ruhunu) va reclutar la major part del seu exèrcit i als que va cedir 8000 karises (12.950 hectàrees) de terra. Per protegir la capital va fer construir una muralla rodona passant la construïda per Kalakannitissa (Kutakanna Tissa) el 44 aC (que era de 7 cubits d'alta) a una altura de 18 cubits.
Per l'extensió dels cultius el rei va construir onze reserves d'aigua (Mayetti, Rajuppala, Kolambagama, Mehanikavitti, dues anomenades Mahagama, Kehela,
Kelivasa, Canbutthi, Vatamangana, Abhivaddharaana) en diverses parts del país i 12 canals de reg. Va utilitzar enginyers civils en fer un túnel (ummaga) construït per aportar aigua a Anuradhapura on, a causa de la densitat de població, no hi havia prou aigua potable.
El passatemps preferit del rei era el parc-jardí on va fer excavar molts estanys en la qual posava cignes.
Vasabha va morir després d'un regnat pacífic de quaranta-quatre anys, deixant al seu fill Vankanasika Tissa (Wankaanasika) en tranquil·la possessió del tron.